# Berlinek (Łódź)
Berlinek – północna część miasta Łodzi w dzielnicy Bałuty. 

## Położenie
Administracyjnie wchodzi w skład osiedla Radogoszcz. Rozpościera się w rejonie ulicy Pojezierskiej i alei Włókniarzy. Położenie osiedla Berlinek odpowiada lokacji dawnej podłódzkiej wsi Radogoszcz, włączonej do Łodzi 13 lutego 1946. Wieś Radogoszcz liczyła w 1921 roku 191 mieszkańców.

## Osiedle niemieckich oficerów
W latach 1941–1943 w obrębie ulic Kalinowej, Morwowej i Osinowej zbudowano osiedle dla niemieckich oficerów i wysokich rangą urzędników niemieckich przesiedlonych do Łodzi z państw nadbałtyckich i Wołynia. Istniejące do dziś osiedle składa się z 29 piętrowych domów z poddaszami. Na ówczesne czasy była to zabudowa o wysokim standardzie, oddawane do użytku mieszkania były  podłączone do sieci wodociągowej i kanalizacyjnej, oraz w pełni zelektryfikowane i wyposażone w sieć gazowniczą. Mieszkania były duże, kilkupokojowe, z osobnymi kuchniami i łazienkami. Największe, dwupoziomowe, zajmowały połowę budynku. W mieszkaniach znajdowały się piece węglowe, doświetlone małymi oknami łazienki z wannami, drewniane podłogi, a obok kuchni – spiżarnie.